# 伊達宗相
伊達 宗相（だて むねすけ）は、江戸時代中期の伊予国宇和島藩の世嗣。

## 略歴
3代藩主・伊達宗贇の長男。幼名は兵五郎。
宇和島藩嫡子として育ち、宝永5年（1708年）に徳川綱吉に拝謁する。しかし、家督を継ぐことなく宝永6年（1709年）に13歳で早世した。院名は瑶樹院。
代わって、弟の村年が嫡子となった。